# 艾倫山 (帕爾默地)
74°31′S 64°53′W / 74.517°S 64.883°W
艾倫山是南極洲的山峰，位於帕爾默地，屬於拉塔迪山脈的一部分，美國地質調查局根據測量和該國海軍的空中照片繪入地圖，現時由南極條約體系管理。